# 金光平
金光平（1899年—1966年），本名恒煦，爱新觉罗氏，满族，契丹文、女真文学家，清朝末代镇国公。

## 生平
金光平出身于清朝宗室之家。六世祖是乾隆帝第五子永琪，四世祖母是著名女词人顾太清，家族的爵位传袭至金光平这代的时候已经递降至镇国公。清朝灭亡之后，金光平钻研契丹文字和女真文字。
1946年，与溥心畲共同发起成立“北京满族协会”。1957年，金光平首先判定出契丹大字和小字的根本区别，是为契丹文字研究的一个里程碑。1962年，又是他率先论证现存金代碑文石刻和《女真译语》的字为女真大字，为女真文字的研究做出了突出的贡献。

## 后人
子金启孮、次孙乌拉熙春也是契丹语、女真语、满语学家。长孙金适在中国农业大学任教授。

## 参阅
- 金启孮
- 愛新覺羅·烏拉熙春
- 金中桓：金光平次子，满族名氏：启瑄，创立外语研修学校，一生致力于中国的外语教育事业。
- 金道一：金凯声、金凯旋